# Marvin Andrews
Marvin Anthony Andrews (* 22. Dezember 1975 in San Juan) ist ein ehemaliger trinidadischer Fußballspieler. Andrews war ein körperlich sehr präsenter und kopfballstarker Verteidiger und absolvierte bis zu seinem Karriereende 102 Einsätze für die trinidadische Nationalmannschaft.

## Vereinskarriere
Andrews begann seine Profilaufbahn bei San Juan Jabloteh und später beim FC Carib in seiner Heimat.
1997 verließ er Trinidad in Richtung Schottland, in die Premier League zu den Raith Rovers. Er setzte sich dort schnell durch und spielte einige gute Spielzeiten für die Rovers; 1999/2000 wurde er sogar zum besten Spieler des Vereins gewählt, doch am Ende der Saison ging der Verein in die Insolvenz. Andrews wechselte zum FC Livingston in die Scottish First Division und dem Club gelang bereits in der ersten Saison von Andrews 2000/01 der Aufstieg in die Premier League. Auch bei Livingston gelang es Andrews schnell Führungsspieler zu werden. In der Spielzeit 2003/04 wurde er sogar zum besten Spieler des Vereins gewählt, als er den Club zum ersten Titel der Vereinsgeschichte, dem schottischen Pokalgewinn, führte.
Zur Saison 2004/05 holten ihn die Glasgow Rangers. Wie schon bei seinen ersten beiden Clubs in Schottland war er schnell der Chef der Abwehr und, als er nach einer Bänderverletzung im Knie entgegen dem Rat seines Arztes für die Rangers auflief, einer der beliebtesten Spieler bei den Fans. Diese wählten ihn auch nach dem Gewinn der Meisterschaft 2004/05 zum besten Spieler der Rangers. Für die Rangers spielte er in der Saison 2005/06 vier Spiele in der UEFA Champions League. Im Juli 2006 wurde er vom Verein freigestellt. Daraufhin kehrte er zu den Raith Rovers zurück. Im Sommer 2009 wechselte er zu Hamilton Academical. Ab Januar 2015 spielt er beim Montrose FC in der zweiten schottischen Liga. Er beendete seine Karriere 2016 beim schottischen FC Clyde.

## Nationalmannschaft
Seit seinem Debüt gegen Kolumbien am 21. März 1996 spielte er über 100 Mal für die Auswahl seines Landes und erzielte dabei zehn Tore. Sein 100. Spiel bestritt er am 10. Juni 2009 gegen Mexiko. Er wurde für das Endrundenaufgebot seines Heimatlandes für die Weltmeisterschaft 2006 in Deutschland nominiert.